# Waremme
Waremme (neerlandês: Borgworm) é uma cidade e um município da Bélgica localizado no distrito de Waremme, província de Liège, região da Valônia.

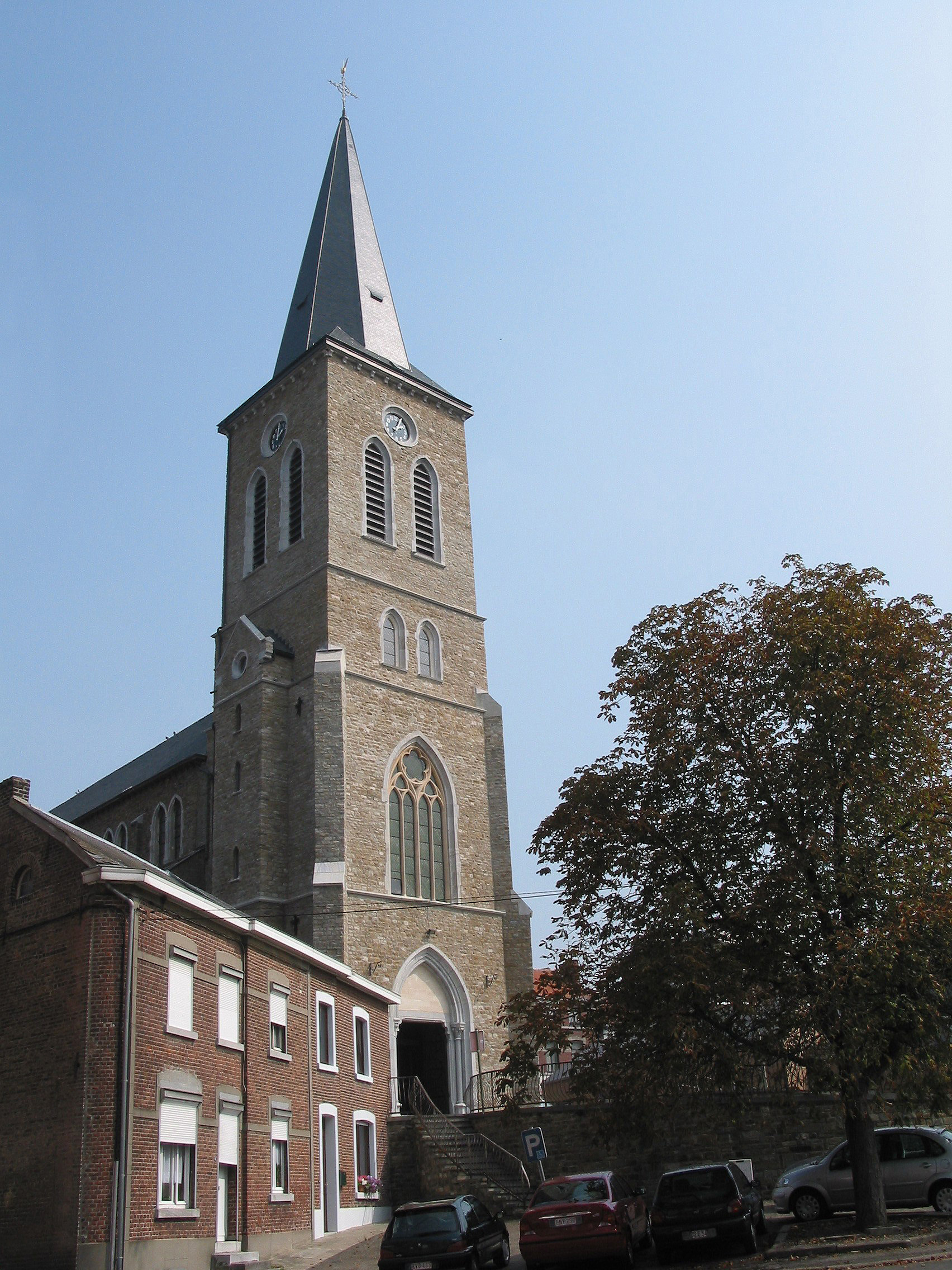
Igraja St. Peter (1879/1881)